# 小林プロダクション
有限会社小林プロダクション（こばやしプロダクション）は、かつて存在したアニメーションの背景美術制作を主な事業内容とする日本の企業である。
2011年2月28日に解散した。

## 概要
小林七郎が東映動画（現：東映アニメーション）、現代製作集団を経て、1968年に東京都杉並区において設立した背景美術制作会社である。設立当初は東京ムービー作品を、1990年代以降はJ.C.STAFF作品を中心に背景美術制作を手がけた。
男鹿和雄、大野広司（スタジオ風雅）、石垣努（石垣プロダクション）、柴田聡（スタジオフォレスト）、秋山健太郎（studio Pablo）、水谷利春（ムーンフラワー）、小倉宏昌（小倉工房）、中村豪希（スタジオ心）、中村千恵子、青木勝志、白石誠、など数多くの美術監督を輩出した。

## 参加作品

### テレビシリーズ
- あしたのジョー2（1980年 - 1981年）
- 魔法の天使クリィミーマミ（1983年 - 1984年）
- チックンタックン（1984年）
- 名探偵ホームズ（1984年 - 1985年）
- タッチ（1985年 - 1987年）
- きまぐれオレンジ☆ロード（1987年 - 1988年）
- おそ松くん（1988年）
- キテレツ大百科（1988年 - 1996年）
- ゲンジ通信あげだま（1991年 - 1992年）
- 赤ずきんチャチャ（1994年 - 1995年）
- ナースエンジェルりりかSOS（1995年 - 1996年）
- 怪盗セイント・テール（1995年 - 1996年）
- ハーメルンのバイオリン弾き（1996年 - 1997年）
- 少女革命ウテナ（1997年）
- 剣風伝奇ベルセルク（1997年）
- グランダー武蔵RV（1998年）
- 魔術士オーフェンシリーズ
  - 魔術士オーフェン（1998年 - 1999年）
  - 魔術士オーフェン Revenge（1999年 - 2000年）
- だぁ!だぁ!だぁ!（2000年 - 2002年）
- こみっくパーティー（2001年）
- ちっちゃな雪使いシュガー（2001年）
- ななか6/17（2003年）
- まぶらほ（2003年）
- 風人物語（2004年）
- お伽草子（2004年）
- 忘却の旋律（2004年）
- LOVELESS（2005年）
- BLOOD+（2005年 - 2006年）
- 強殖装甲ガイバー（2005年 - 2006年）
- RAY THE ANIMATION（2006年）
- シムーン（2006年）
- あさっての方向。（2006年）
- のだめカンタービレシリーズ
  - のだめカンタービレ（2007年）
  - のだめカンタービレ 巴里編（2008年）
  - のだめカンタービレ フィナーレ（2010年）
- ぽてまよ（2007年）
- キミキス pure rouge（2007年）
- 隠の王（2008年）
- 大正野球娘。（2009年）
- うみものがたり 〜あなたがいてくれたコト〜（2009年）
- 青い花（2009年）
- 会長はメイド様!（2010年）
- 探偵オペラ ミルキィホームズ（2010年）

### OVA
- 天使のたまご（1985年）
- トワイライトQ 時の結び目 REFLECTION（1987年）
- 超時空世紀オーガス02（1993年）
- リカちゃんとヤマネコ 星の旅（1994年）
- 東京マーブルチョコレート（2007年）

### 劇場アニメ
- パンダコパンダ 雨ふりサーカスの巻（1973年）
- ルパン三世 ルパンVS複製人間（1978年）
- ルパン三世 カリオストロの城（1979年）
- 火の鳥2772 愛のコスモゾーン（1980年）
- うる星やつら2 ビューティフル・ドリーマー（1984年）
- ルパン三世 風魔一族の陰謀（1987年）
- となりのトトロ（1988年）
- ルパン三世 くたばれ!ノストラダムス（1995年）
- ルパン三世 DEAD OR ALIVE（1996年）
- 新きまぐれオレンジ☆ロード capricious orange road そして、あの夏のはじまり（1996年）
- ピチューとピカチュウ（2000年）
- ピカチュウのドキドキかくれんぼ（2001年）
- アテルイ（2002年）
- 夢かける高原 清里の父 ポール・ラッシュ（2002年）

### ゲーム
- 私立ジャスティス学園 LEGION OF HEROES（1998年）

## 関連人物
- 小林七郎
- 嶋田昭夫
- 男鹿和雄
- 石垣努
- 柴田聡
- 小倉宏昌
- 水谷利春
- 青木勝志